# شهرستان پینگچوف
شهرستان پینگچوف (به لهستانی: Powiat Pińczów) یک شهرستان در لهستان است که در استان اشوی‌داشکسیه واقع شده‌است. شهرستان پینگچوف ۶۱۱٫۰۳ کیلومتر مربع مساحت و ۴۲٬۱۲۷ نفر جمعیت دارد.